# Pasión y poder (telenovela de 1988)
Pasión y poder es una telenovela mexicana transmitida por El Canal de las Estrellas entre el 8 de agosto y el 25 de noviembre de 1988. Fue la primera telenovela que produjo el reconocido productor Carlos Sotomayor. 
Fue protagonizada por Diana Bracho y Carlos Bracho, con las participaciones antagónicas de Enrique Rocha y Claudia Islas.
El libreto de esta telenovela surgió del famoso concurso que Televisa hiciera en la década de los 80's con el fin de encontrar a nuevos guionistas de telenovelas.

## Argumento
La telenovela gira en torno a los dramas familiares provocados por la rivalidad entre dos familias, los Montenegro y los Gómez-Luna. El origen del odio entre ambas familias comenzó hace muchos años, cuando Arturo Montenegro y Eladio Gómez-Luna se disputaban el amor de Ana Laura Montesinos Casino, que terminó eligiendo a Eladio. Muchos años después, Ana Laura es una mujer muy infeliz, pues vive sometida a los malos tratos de su marido y solo encuentra consuelo en el amor de su hijo Federico, cuya personalidad es completamente opuesta a la de su padre.
Por su parte, Arturo, después de enviudar de su primera esposa, se casó con la frívola Nina Guerra, con quien tuvo 3 hijos: Rogelio, Ana Karen y Paulina. Arturo, al estar siempre muy concentrado en su trabajo, no se da cuenta de que su hijo Pedro, nacido de su primer matrimonio, es víctima de constantes humillaciones por parte de Nina, Rogelio y Paulina, que apodan al tímido joven "El Tonto". Las personas que muestran afecto a Pedro es su hermana Ana Karen y su cuñada Alicia Moncada, y cuando Ana Karen se enamora perdidamente de Federico Gómez-Luna, hijo del rival de su padre, Pedro le agradece su apoyo ayudándola en la relación.
Al mismo tiempo, Pedro se enamora de Alicia, esposa de Rogelio, y su amor lo ayuda a enfrentarse a su familia y a darse a valer. Arturo aprende a valorar y querer a su hijo mayor tal y como es y también decide reconquistar a Ana Laura. Sin embargo, Eladio no permitirá que sean felices y hará lo impensable para destruir a los Montenegro.

### Final
Esta novela destaca por tener un final muy abierto, inusual en la historia de las telenovelas: durante la boda de Pedro y Alicia se descubre una bomba y estalla sorpresivamente enfrente de Pedro, mientras Eladio, al que todos creen muerto, se aleja del lugar y aparece la palabra FIN; así, el público se queda con la duda de si los protagonistas lograron salvarse.
Hay otro final que es: durante la inauguración del hotel Montenegro, Eladio coloca una bomba en el sótano y explota. Ese final es muy dudoso.

## Elenco
- Diana Bracho - Ana Laura Montesinos Cansino de Gómez-Luna
- Enrique Rocha - Eladio Gómez-Luna Alcalá
- Carlos Bracho - Arturo Montenegro Lombardo
- Claudia Islas - Nina Guerra Sáenz de Montenegro
- Lola Merino - Ana Karen Montenegro Guerra
- Alejandro Landero - Federico Gómez-Luna Montesinos
- Paulina Rubio - Paulina Montenegro Guerra
- Patricia Rivera -  Patricia Flores Montesinos
- Mariagna Prats - Alicia Moncada de Montenegro
- Constantino Costas - Rogelio Montenegro Guerra
- Miguel Pizarro - Pedro Montenegro Montiel
- Martín Barraza - Ariel Gómez-Luna Durán
- Delia Casanova - Dolores Durán
- Antonio Brillas - José Perea
- César Castro - Leonardo
- Yolanda Mérida - Rosario
- Ada Croner - Simona
- Pilar Escalante - Raquel
- Aída Naredo - Carmina
- Juan Carlos Muñoz - Jaime Guarnerius
- Gerardo Acuña - Gabriel
- Ivette Proal - Marina Covarrubias
- Gustavo Navarro - Carlos
- Patricia Lukin - Petra / Vanesa
- Xavier Ximénez - Anselmo
- Arturo Muñoz - Teniente Morales
- Mauricio Armando - Juanito
- Arturo Benavides - Narrador

## Equipo de producción
- Una telenovela de: Marissa Garrido
- Basada en una historia de: Carmen Ochoa, Alejandro Orive, Carlos Daniel González
- Tema original: Pasión y poder
- Autor: Guillermo Méndez Guiú
- Música original: Guillermo Méndez Guiú
- Escenografía: Darío Rangel
- Ambientación: Eneida Rojas
- Caracterización: Lupelena Goyeneche
- Diseño de vestuario: Teresa Téllez
- Musicalización: Jesús Blanco
- Iluminación: Alfonso González
- Editor: Abel Gutiérrez
- Coordinación de locaciones: Jorge Williams, Luis Miguel Barona
- Coordinación administrativa: Rafael Urióstegui
- Asistente de dirección: Juan Carlos Muñoz
- Coordinador de producción: Abraham Quintero
- Jefa de producción: Beatriz Soria de Romo
- Co-productora: Carmen Ochoa
- Director de cámaras: Albino Corrales
- Director de escena: Pedro Damián
- Productor: Carlos Sotomayor

## Premios y nominaciones

### Premios TVyNovelas 1989
| Categoría                  | Nominado(a)       | Resultado |
| -------------------------- | ----------------- | --------- |
| Mejor telenovela           | Carlos Sotomayor  | Nominado  |
| Mejor villana              | Claudia Islas     | Nominada  |
| Mejor villano              | Enrique Rocha     | Ganador   |
| Mejor actriz joven         | Mariagna Prats    | Nominada  |
| Mejor revelación femenina  | Paulina Rubio     | Nominada  |
| Mejor revelación masculina | Miguel Pizarro    | Ganador   |
| Mejor actor debutante      | Juan Carlos Muñoz | Ganador   |

### Premios ACE 1990
| Categoría               | Nominado         | Resultado |
| ----------------------- | ---------------- | --------- |
| Mejor programa escénico | Carlos Sotomayor | Ganador   |
| Mejor actor             | Enrique Rocha    | Ganador   |
| Mejor director          | Pedro Damián     | Ganador   |

## Versiones
- En 2006, Salvador Mejía produjo Mundo de fieras siendo una fusión de esta telenovela con la argentina Rolando Rivas, taxista y la telenovela venezolana Mundo de fieras, donde parte de las subtramas se tomaron para los personajes de César Évora (quien interpretó los roles de Carlos Bracho y Enrique Rocha), Laura Flores (el rol de Diana Bracho), Sebastián Rulli (el rol de Alejandro Landero) y Sara Maldonado (el rol de Lola Merino). Compartieron créditos con Gaby Espino, Edith González, Ernesto Laguardia y Helena Rojo, entre otros.
- En 2015, José Alberto Castro produce una nueva versión, manteniendo el título original Pasión y poder, protagonizada por Jorge Salinas y Susana González y antagonizada  por Fernando Colunga y Marlene Favela. Además cuenta con Michelle Renaud y José Pablo Minor como protagonistas juveniles.

## Enlaces
- Página en Alma Latina

- Datos: Q9056586